# V.A.G
VAG é um fabricante português de bicicletas. Além de vender bicicletas de outras marcas também fábrica bicicletas da marca "Benfica".